# Transparência (comportamento)
A transparência, como usada na ciência, na engenharia, nos negócios, nas humanidades e em outros contextos sociais, está operando de tal maneira que é fácil para os outros verem quais ações são executadas. Transparência implica abertura, comunicação e responsabilidade.
A transparência é praticada em empresas, organizações, administrações e comunidades. Por exemplo, um caixa fazendo uma modificação após uma transação de ponto de venda, oferecendo um registro dos itens comprados (por exemplo, um recibo), bem como contando a mudança do cliente no balcão, demonstra um tipo de transparência.
O termo transparência tem um significado muito diferente na segurança da informação, onde é usado para descrever mecanismos de segurança intencionalmente detectáveis ou ocultos. Os exemplos incluem a ocultação de utilitários e ferramentas que o usuário não precisa saber para fazer seu trabalho, como manter as operações remotas de autenticação do protocolo de autenticação Challenge Handshake ocultas do usuário.

## Salários
Na Noruega e na Suécia, as autoridades fiscais lançam anualmente o "skatteliste" ou "lista de impostos"; registros oficiais mostrando a renda anual e a riqueza total de quase todos os contribuintes.
As regulamentações em Hong Kong exigem que os bancos listem seus principais ganhadores - sem nomeá-los - por faixa de pagamento.
Em 2009, o governo espanhol pela primeira vez divulgou informações sobre o valor de cada membro do gabinete, mas os dados sobre os cidadãos comuns são privados.

## Gestão

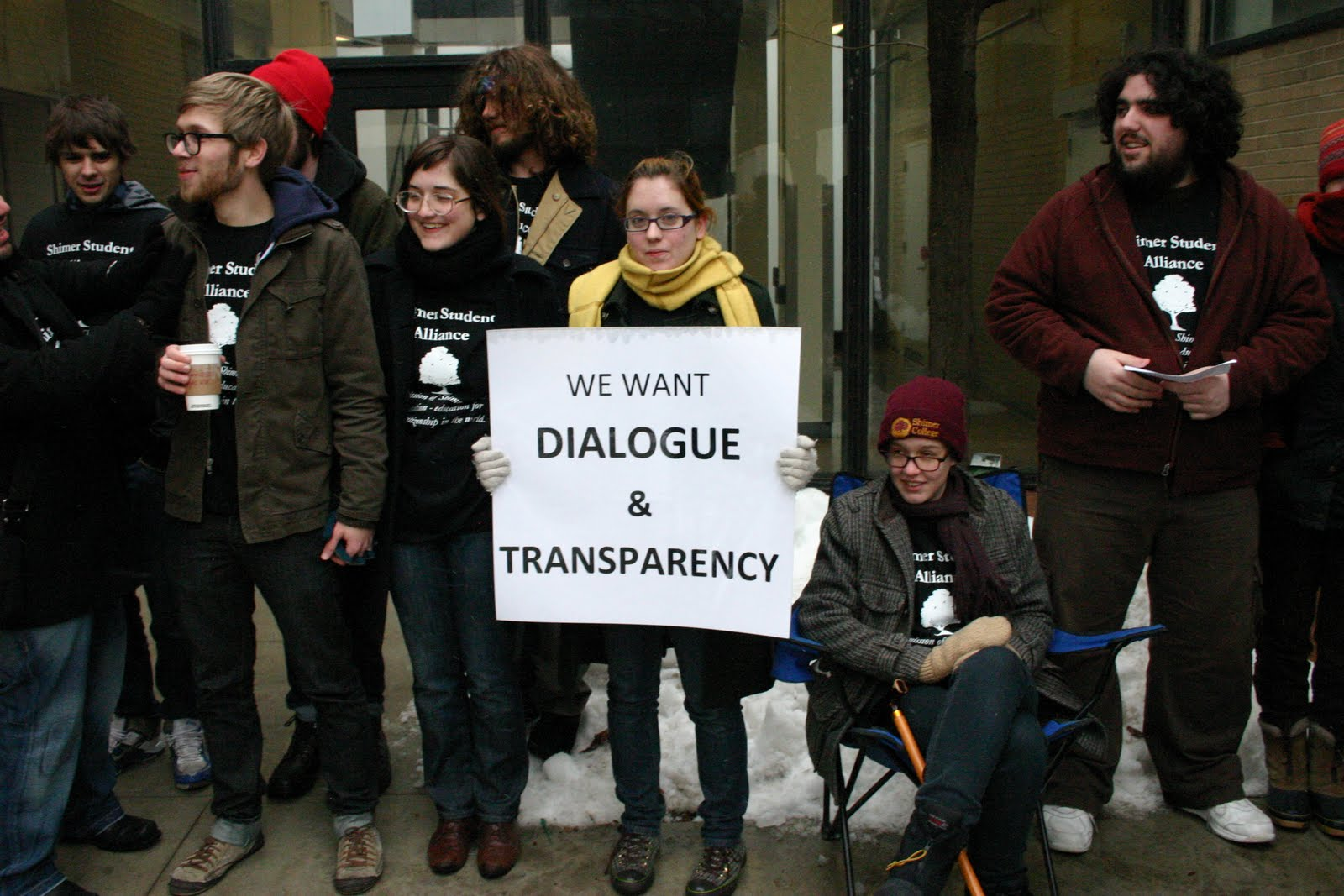
Estudantes da Shimer College demonstram a favor da transparência na administração escolar, 2010

A transparência radical é um método de gestão em que quase toda a tomada de decisão é realizada publicamente. Todos os documentos preliminares, todos os argumentos a favor e contra uma proposta, todas as decisões finais e o próprio processo de tomada de decisão são tornados públicos e permanecem publicamente arquivados. Esta abordagem cresceu em popularidade com o surgimento da Internet. Dois exemplos de organizações que utilizam este estilo são a comunidade GNU / Linux e o Indymedia.
Transparência corporativa, uma forma de transparência radical, é o conceito de remover todas as barreiras - e facilitar - o acesso público livre e fácil a informações corporativas e as leis, regras, conivência social e processos que facilitam e protegem indivíduos e corporações que livremente se juntar, desenvolver e melhorar o processo.

### Organizações não-governamentais
Prestação de contas e transparência são de alta relevância para organizações não-governamentais (ONGs). Em vista de suas responsabilidades com as partes interessadas, incluindo doadores, patrocinadores, beneficiários do programa, funcionários, estados e o público, elas são consideradas de importância ainda maior para elas do que para empreendimentos comerciais. No entanto, esses mesmos valores são frequentemente encontrados em falta nas ONGs.
O International NGO Accountability Charter, vinculado à Global Reporting Initiative, documenta o compromisso de suas ONGs internacionais com os membros de prestação de contas e transparência, exigindo que enviem um relatório anual, entre outros. Assinado em 2006 por 11 ONGs ativas na área de direitos humanitários, a Carta de Responsabilidade da INGO foi mencionada como a “primeira carta de responsabilidade global para o setor sem fins lucrativos”. Em 1997, o One World Trust criou uma Carta das ONGs, um código de conduta que inclui compromisso com a prestação de contas e transparência.

## Meios de comunicação
A transparência da mídia é o conceito de determinar como e por que a informação é transmitida por vários meios.
Se a mídia e o público souberem tudo o que acontece em todas as autoridades e administrações do condado, haverá muitas perguntas, protestos e sugestões provenientes da mídia e do público. As pessoas que estão interessadas em um determinado assunto tentarão influenciar as decisões. A transparência cria uma participação cotidiana nos processos políticos pela mídia e pelo público. Uma ferramenta usada para aumentar a participação cotidiana em processos políticos é a legislação e solicitações de  liberdade de informação. A democracia moderna se baseia em tal participação do povo e da mídia.
Há, para qualquer um que esteja interessado, muitas maneiras de influenciar as decisões em todos os níveis da sociedade.

## Política

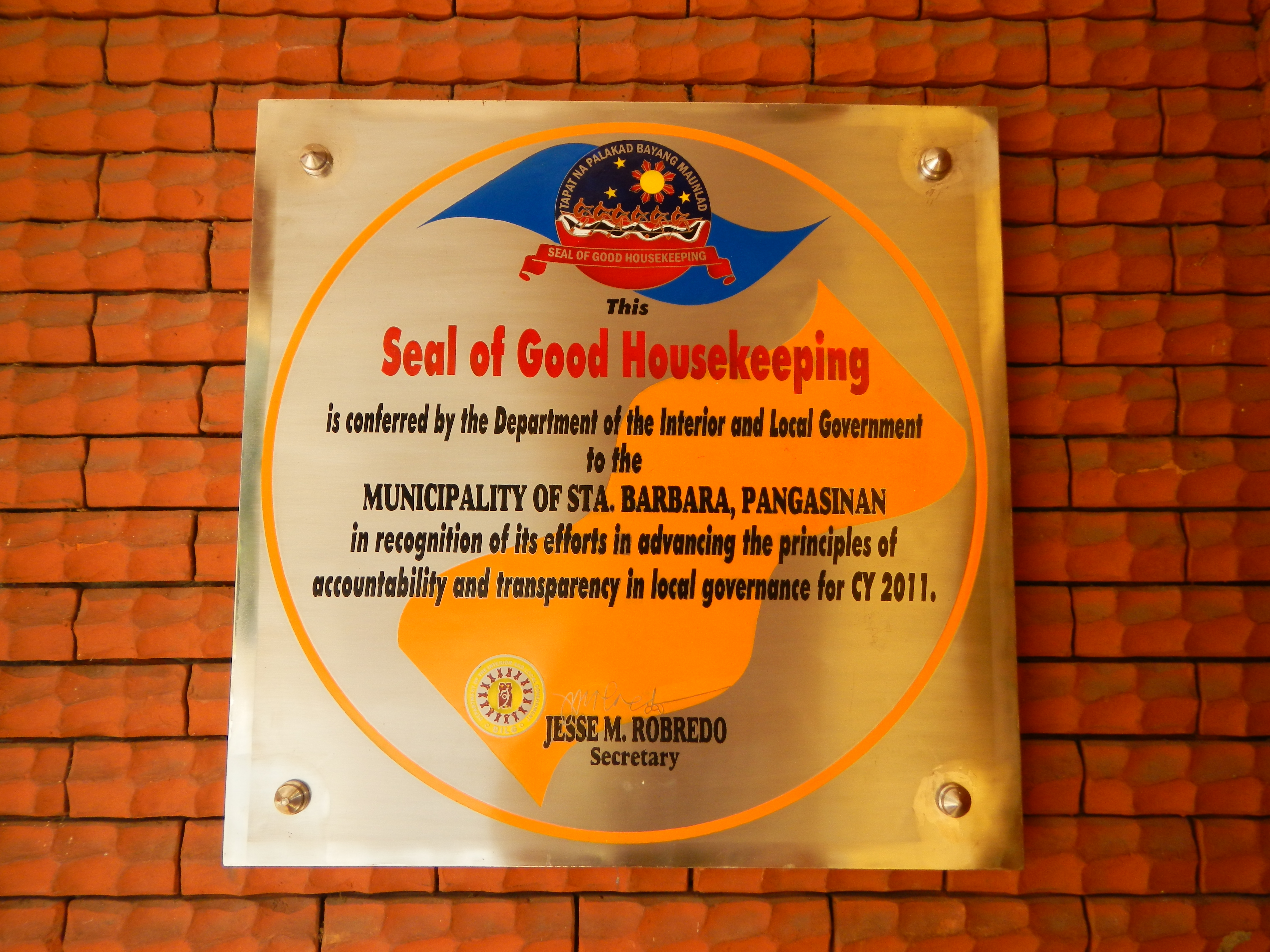
Uma placa de 2011 reconhecendo o município de Santa Bárbara, Pangasinan por seus "esforços em promover os princípios de responsabilidade e transparência na governança local ".

O direito e os meios para examinar o processo de tomada de decisão são conhecidos como transparência. Na política, a transparência é usado como um meio de manter os funcionários públicos responsáveis e lutar contra a corrupção. Quando as reuniões do governo são abertas à imprensa e ao público, seus orçamentos podem ser revisados por qualquer pessoa, e suas leis e decisões estão abertas à discussão, é vista como transparente. Não está claro, no entanto, se isso proporciona menos oportunidades para as autoridades abusarem do sistema por seus próprios interesses.
Quando as autoridades militares classificam seus planos como secretos, a transparência está ausente. Isso pode ser visto como positivo ou negativo; positivo porque pode aumentar a segurança nacional, negativo porque pode levar à corrupção e, em casos extremos, a uma ditadura militar.
Enquanto uma democracia liberal pode ser uma plutocracia, onde as decisões são tomadas por trás de portas trancadas e as pessoas têm menos possibilidades de influenciar a política entre as eleições, uma democracia participativa está mais intimamente ligada à vontade do povo. A democracia participativa, construída na transparência e na participação diária, foi usada oficialmente no norte da Europa por décadas. Na Suécia, o acesso público aos documentos do governo tornou-se uma lei já em 1766. Foi oficialmente adotado como um ideal a ser seguido pelo resto da UE, levando a medidas como leis de liberdade de informação e leis de transparência de lobby .
Para promover a transparência na política, Hans Peter Martin, Paul van Buitenen ( Europa Transparente) e Ashley Mote decidiram cooperar sob o nome de Plataforma para a Transparência (PfT) em 2005. Organizações similares que promovem a transparência são a Transparency International e a Sunlight Foundation .
Um movimento político recente que surgiu em conjunto com as exigências de transparência é o Partido Pirata, um rótulo para vários partidos políticos em diferentes países que defendem a liberdade de informação, a democracia direta, a neutralidade da rede e o livre compartilhamento de conhecimento.

## Cultura online
A cultura do século XXI oferece um nível mais elevado de transparência pública do que nunca e, na verdade, exige isso em muitos casos. A tecnologia moderna e as mudanças associadas à cultura mudaram a maneira como o governo funciona (ver WikiLeaks), que informações as pessoas podem descobrir umas sobre as outras e a capacidade dos políticos de permanecer no cargo se estiverem envolvidos em escândalos sexuais. Devido à revolução digital, as pessoas não têm mais um alto nível de controle sobre o que é informação pública, levando a uma tensão entre os valores de transparência e privacidade.

## Pesquisa
Pesquisa acadêmica em qualquer disciplina acadêmica também pode ser rotulada como (parcialmente) transparente (ou pesquisa aberta) se alguns ou todos os aspectos relevantes da pesquisa estiverem abertos no sentido de código aberto, acesso aberto e dados abertos, facilitando assim o reconhecimento social e a responsabilização dos estudiosos que fizeram a pesquisa e replicação por outros interessados nos assuntos abordados por ela.
Alguns matemáticos e cientistas criticam o uso de softwares matemáticos de código fechado, como o Mathematica, para provas matemáticas, porque eles não fornecem transparência e, portanto, não são verificáveis. Software de código aberto, como o SageMath, tem como objetivo resolver esse problema.

## Tecnologia
No mundo dos softwares, softwares de código aberto diz respeito à criação de software, para o qual o acesso ao código-fonte subjacente está disponível gratuitamente. Isso permite o uso, estudo e modificação sem restrição.
Em segurança de computadores, o debate está em andamento sobre os méritos relativos da divulgação completa de vulnerabilidades de segurança, em contraste com uma abordagem de segurança por obscuridade.
Há um sentido diferente (talvez quase oposto) de transparência na interação humano-computador, segundo o qual um sistema após a mudança adere tanto quanto possível à sua interface externa anterior enquanto altera seu comportamento interno. Ou seja, uma mudança em um sistema é transparente para seus usuários se a mudança não for percebida por eles.

## Esportes
O esporte tornou-se um negócio global no último século e, aqui também, iniciativas que vão desde testes obrigatórios de drogas até o combate à corrupção relacionada a esportes estão ganhando terreno com base nas atividades transparentes em outros domínios.

## Crítica
Sigmund Freud, seguindo Friedrich Nietzsche ("Sobre a verdade e mentira em um sentido não-moral"), argumenta regularmente que a transparência é impossível por causa da função de oclusão do inconsciente.
Entre as obras filosóficas e literárias que examinaram a ideia de transparência estão a Discipline and Punish, de Michel Foucault, ou The Transparent Society, de David Brin . O filósofo alemão e teórico de mídia Byung-Chul Han em seu trabalho de 2012 Transparenzgesellschaft vê a transparência como uma norma cultural criada pelas forças de mercado neoliberais, que ele entende como o impulso insaciável para a revelação voluntária que beira o pornográfico. Segundo Han, os ditames da transparência impõem um sistema totalitário de abertura à custa de outros valores sociais, como vergonha, sigilo e confiança. Ele foi criticado por seus conceitos, pois sugeriria políticas corruptas e se referiria ao anti-democrata Carl Schmitt.
Os antropólogos há muito exploram etnograficamente a relação entre saberes revelados e ocultos, e têm cada vez mais abordado o tema em relação às teorias e práticas de responsabilidade, transparência e conspiração atuais. Todd Sanders e Harry West, por exemplo, sugerem não apenas que os reinos do revelado e do oculto exigem uns aos outros, mas também que a transparência na prática produz as próprias opacidades que ele pretende evitar.
Clare Birchall, Christina Gaarsten, Mikkel Flyverbom e Mark Fenster, entre outros, escrevem na linha dos "Estudos de Transparência Crítica", que tenta desafiar determinadas ortodoxias relativas à transparência. Birchall, avaliado em um artigo "[...] se a ascensão da transparência como um ideal limita o pensamento político, particularmente para os socialistas ocidentais e radicais que lutam para aproveitar as oportunidades de mudança [. . . ] ". Ela argumenta que a promoção da atividade de "empreendedorismo de dados" através de iniciativas de dados abertos terceiriza e interrompe o contrato político entre governo e governo. Ela está preocupada com o fato de que o modelo dominante de transparência governamental orientada por dados produz subjetividades neoliberais que reduzem a possibilidade da política como uma arena de discordância entre alternativas reais. Ela sugere que a esquerda radical pode querer trabalhar e reinventar o sigilo como uma alternativa à transparência neoliberal.
Pesquisadores da Universidade de Oxford e da Warwick Business School descobriram que a transparência também pode ter consequências não intencionais significativas no campo da assistência médica. McGivern e Fischer encontraram 'espetáculos midiáticos' e regulação transparente combinados para criar 'transparência espetacular' com alguns efeitos perversos na prática dos médicos e aumento do comportamento defensivo em médicos e sua equipe. Da mesma forma, em um estudo organizacional de quatro anos, Fischer e Ferlie descobriram que a transparência no contexto de um gerenciamento de risco clínico pode agir de forma perversa para minar o comportamento ético, levando à crise organizacional e até mesmo ao colapso.

## Leitura complementar
- Michael Schudson, A Ascensão do Direito de Saber: Política e a Cultura da Transparência, 1945-1973. Cambridge, MA: Harvard University Press, 2015.
- Emmanuel Alloa & Dieter Thomä (eds. ) Transparência, Sociedade e Subjetividade. Perspectivas Críticas, Basingstoke: PalgraveMacmillan, 2018.